# 高橋和歌
高橋 和歌（たかはし わか　1976年5月- ）は、日本のヴァイオリニスト。

## 経歴
桐朋女子高等学校音楽科、桐朋学園大学を卒業後、同大学附属研究科、桐朋学園大学院大学、桐朋オーケストラ・アカデミー研修課程を修了。
ヴァイオリンを、今岡康代、故東儀幸、村上直子、故江藤俊哉、久保良治、藤原浜雄の各氏に、室内楽を、原田幸一郎、岩崎淑、野島稔、岩崎洸、堤剛、飯沼信義、新実徳英の各氏に師事。
全日本学生音楽コンクール大阪大会の部第１位、江藤俊哉ヴァイオリンコンクール第２位、ルーマニア国際音楽コンクール弦楽器部門第１位、東京音楽コンクール弦楽部門入選。
広島交響楽団、東京シティ・フィルハーモニック管弦楽団、桐朋アカデミー・オーケストラ、日本フィルハーモニー交響楽団等のオーケストラとの共演歴を持つ。
2003年、広島市文化財団の助成を得てデビュー・リサイタルを開催し、2004年には文化庁新進芸術家公演事業として開催された「ヴィルトゥオーゾ若い芽のコンサート」に出演する。その後も定期的に開催しているリサイタルでは好評を得ている。
2001年よりアンサンブル鴻巣ヴィルトゥオーゾに所属し、弦楽アンサンブル団体の一員として定期演奏会に毎年出演。
2006年には第24回「JTが育てるアンサンブルシリーズ」で弦楽三重奏曲を、2007年度公共ホール音楽活性化事業（一般財団法人地域創造）ではピアノ三重奏曲を演奏。2012年に目黒弦楽四重奏団を結成し地域に根ざした活動を行う他、2013年からはピアノ五重奏団 アウル・ピアノ・クインテットの一員として前衛的な音楽にも積極的に取り組んでいる。カロローザ（岩崎淑氏主宰の室内楽団体）所属。
また、2008年より公共ホール音楽活性化事業登録アーティスト（一般財団法人地域創造）を務めソリストとして全国各地で演奏活動を展開している。
2010年6月にリリースしたデビュー・アルバム「Solo.Waka　高橋和歌　無伴奏ヴァイオリン作品集vol.1」 は、好評発売中で、特に収録曲「シャコンヌ(バッハ)」は「彗星のような輝きを放つ」瑞々しい演奏が評判をよび、各界から注目を集めている。2012年12月に、ヴァイオリン小品集「cantabile」（共演：ピアニスト 寺本 沙綾香氏）をリリース。2017年12月に発売された「Salley Garden」はレコード芸術誌の推薦盤に選ばれ、日本初録音となる「ソロ・ソナタ(パガニーニ)」の上質な演奏が高く評価されている。
桐朋学園大学音楽学部附属子供のための音楽教室講師。